# ハーバート・ウィンザー (第2代ウィンザー子爵)

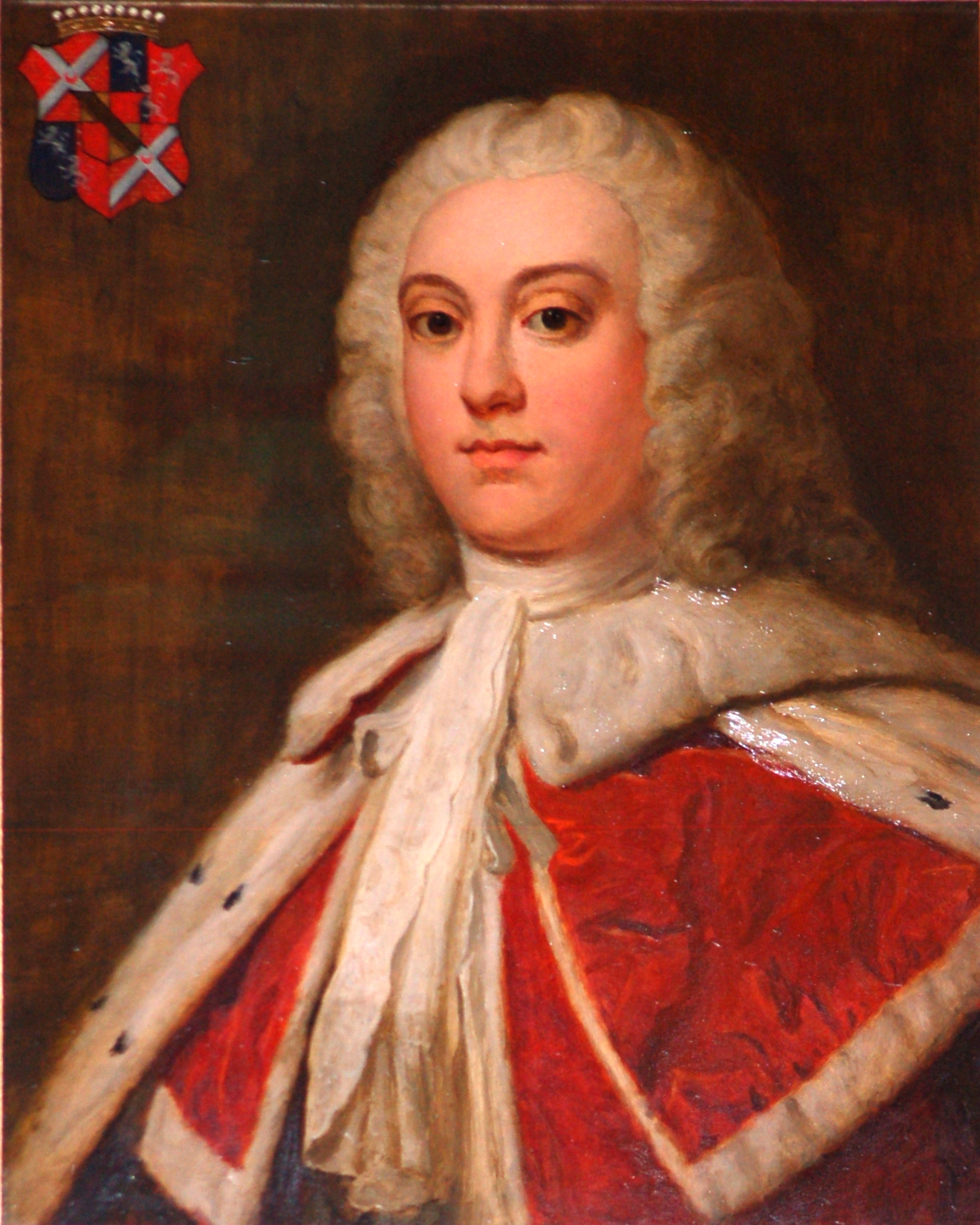
2代子爵を描いた肖像画

第2代ウィンザー子爵ハーバート・ウィンザー（英語: Herbert Windsor, 2nd Viscount Windsor、1701年5月1日 - 1758年1月25日）は、イギリスの貴族、地主、トーリー党の政治家。

## 生涯
初代ウィンザー子爵とシャーロット・ハーバート（1733年11月13日没、第7代ペンブルック伯爵の娘）との長男として生まれた。1734年にブランバー選挙区から立候補して不成功に終わったが、一族の支配下にあるカーディフ選挙区から反対なく選出されて、1738年までその議席を占めた。1735年にアリス・クレヴァリングと結婚して、60,000ポンドの持参金を得ている。1738年に父の死去に伴って、ウィンザー子爵とマウントジョイ男爵を継承するとともに貴族院に列した。
1758年1月25日に54歳で死去して、同年2月9日にソールズベリー大聖堂に埋葬された。彼には男子がなかったため、爵位は廃絶した。
一族の地所は長女シャーロットが相続した。シャーロットの夫である第4代ビュート伯爵は1796年にビュート侯爵に上った際、同時にウィンザー伯爵に叙されて、一族の名の再興を果たすこととなる。

## 家族
1735年8月12日にアリス・クレヴァリング（Alice Clavering、サー・ジョン・クレヴァリングの娘）と結婚して、一男二女をもうけた。
- 第1子（長女）シャーロット・ジェーン（1746年5月7日 - 1800年1月28日）- 第4代ビュート伯爵（のち初代ビュート侯爵）と結婚。子あり[4]。
- 第2子（次女）アリス・エリザベス（英語版）（1749年5月10日 - 1772年2月11日）- 第2代ハートフォード侯爵と結婚、嗣子なし[5]。
- 第3子（長男）ハーバート（1758年[2]）- 夭折